# Ким Наён (фигуристка)
Ким Наён (кор. 김나영, род. 18 ноября 1990, Чонджу) — южнокорейская фигуристка, выступавшая в одиночном катании. Двукратная чемпионка Южной Кореи (2008, 2009), участница чемпионатов мира и четырёх континентов.

## Карьера
Ким начала заниматься фигурным катанием в шесть лет, после того, как её мать Син Гымсук узнала, что спорт поможет исправить деформацию стопы у маленькой Ким. Девочка выделялась среди сверстников сильными прыжками: в четвёртом классе начальной школы исполнила первый двойной аксель.
В сезоне 2006/2007 стала чемпионкой страны среди юниоров и завоевала бронзу на юниорском Гран-при Тайваня. В декабре 2006 года Ким вместе с матерью попала в крупную автомобильную аварию, избежав серьёзных травм. По возвращении на лёд выступила на чемпионате четырёх континентов, на котором заняла тринадцатое место среди двадцати шести фигуристок.
На старте следующего сезона Ким стала серебряной медалисткой международного Asian Trophy. Затем победила на взрослом чемпионате Южной Кореи, в отсутствие лидера сборной Ким Ёна. На четырёх континентах 2008, с личными рекордами за короткую и произвольную программы, показала четвёртый результат, а на чемпионате мира стала девятнадцатой.
В сезоне 2008/2009 второй раз выиграла национальный чемпионат и вновь возвратилась с серебром Asian Trophy. На чемпионате мира 2009 финишировала семнадцатой, а также выступила на Универсиаде и турнирах серии Гран-при. Не попав в сборную на Олимпийские игры в Ванкувере Ким завершила карьеру и поступила на факультет физической культуры университета Инха.

## Результаты
| Соревнования                | 05/06         | 06/07         | 07/08         | 08/09         | 09/10         |
| Международные               | Международные | Международные | Международные | Международные | Международные |
| --------------------------- | ------------- | ------------- | ------------- | ------------- | ------------- |
| Чемпионат мира              |               |               | 19            | 17            |               |
| Четыре континента           |               | 13            | 4             | 16            | 15            |
| Гран-при России             |               |               |               | 9             |               |
| Гран-при Японии             |               |               |               | 9             |               |
| Универсиада                 |               |               |               | 7             |               |
| Nebelhorn Trophy            |               |               |               | 7             |               |
| Triglav Trophy              |               |               |               | 2             |               |
| Asian Trophy                |               |               | 2             | 2             |               |
| Новозеландские Игры         |               |               |               |               | 3             |
| Международные среди юниоров |               |               |               |               |               |
| Гран-при Австрии            |               |               | 21            |               |               |
| Гран-при Норвегии           |               | 12            |               |               |               |
| Гран-при Тайваня            |               | 3             |               |               |               |
| Гран-при Эстонии            | 19            |               |               |               |               |
| Гран-при Хорватии           | 16            |               | 3             |               |               |
| Национальные                |               |               |               |               |               |
| Чемпионат Южной Кореи       |               |               | 1             | 1             | 5             |
| Чемпионат среди юниоров     | 2             | 1             |               |               |               |